# Brevipalpus amecensis
Brevipalpus amecensis är en spindeldjursart som beskrevs av Baker och James P. Tuttle 1987. Brevipalpus amecensis ingår i släktet Brevipalpus och familjen Tenuipalpidae. Inga underarter finns listade.